# H.N. Werkman Stadslyceum
Het H.N. Werkman Stadslyceum  is een vo-school voor openbaar voortgezet onderwijs in Groningen. De binnenstadschool is vernoemd naar de Groningse kunstenaar en Ploeglid Hendrik Nicolaas Werkman.
De school is onderdeel van het H.N. Werkman College en Openbaar Onderwijs Groningen en was het eerste lyceum van de stad Groningen.
De school omvat de schooltypen, havo en vwo en heeft sinds 2005-2006. De school is een CultuurProfielSchool en heeft ook een zogenoemde technasium-afdeling.
Het Stadslyceum is gehuisvest aan de Nieuwe Sint-Jansstraat. De dependance aan de Schoolstraat is per oktober 2010 buiten gebruik gesteld wegens de voorbereiding op de bouw van het Groninger Forum. Daarvoor in de plaats is het gebouw aan het Schuitendiep gebouwd en is het gebouw van de voormalige basisschool aan de Agricolastraat in gebruik genomen. De gebouwen staan rondom de eigen grote stadstuin. Op het Stadslyceum staan in het schooljaar 2020-2021 1448 leerlingen ingeschreven.

## Geschiedenis
Het naoorlogse gebouw aan de Sint Jansstraat was oorspronkelijk een afdeling van het Heymans Lyceum. Toen deze in de jaren 80 fuseerde met het Röling College betrok het Thorbecke College voor havo en vwo het gebouw. In het gebouw aan de Schoolstraat werd een afdeling van het Van Randwijck MAVO gehuisvest.
In 1983 fuseerden de twee scholen tot de Scholen Gemeenschap Centrum, op aandringen van het gemeentebestuur van Groningen. In 1987werd de naam gewijzigd in H.N. Werkman College.
In 2010 fuseerde het Werkman College met het Röling College en laatstgenoemde gaat per 2011-2012 volledig over in het H.N. Werkman College. De fusie is het gevolg van een door de school ongewild Gemeentelijk besluit en is niet succesvol. In 2013 wordt de locatie aan de Nieuwe Sint Jansstraat het H.N. Werkman Stadslyceum. Het Stadslyceum wordt het eerste lyceum van Groningen en is direct populair. Vanaf  2014 vindt loting plaats onder eerste jaars aanmeldingen, met uitzondering voor kinderen die een broer of zus hebben die al ingeschreven staat bij het Stadslyceum.